# Gary Speed
Gary Andrew Speed MBE (8 de setembre de 1969 - 27 de novembre de 2011) fou un futbolista i entrenador gal·lès de la dècada de 1990.
Fou 85 cops internacional amb la selecció de Gal·les, de la qual posteriorment en fou seleccionador.
Pel que fa a clubs, defensà els colors de Leeds United FC, Everton FC, Newcastle United FC, Bolton Wanderers FC i Sheffield United FC.
El 27 de novembre de 2011 fou trobat mort penjat al garatge de casa seva. La causa de la mort indicava que es va suïcidar.

## Palmarès
Leeds United FC
- Football League First Division: 1991-92
- FA Charity Shield: 1992
- Football League Second Division: 1989-90